# Neuenhaus (Radevormwald)
Neuenhaus ist eine Hofschaft in Radevormwald im Oberbergischen Kreis im nordrhein-westfälischen Regierungsbezirk Köln in Deutschland.

## Lage und Beschreibung

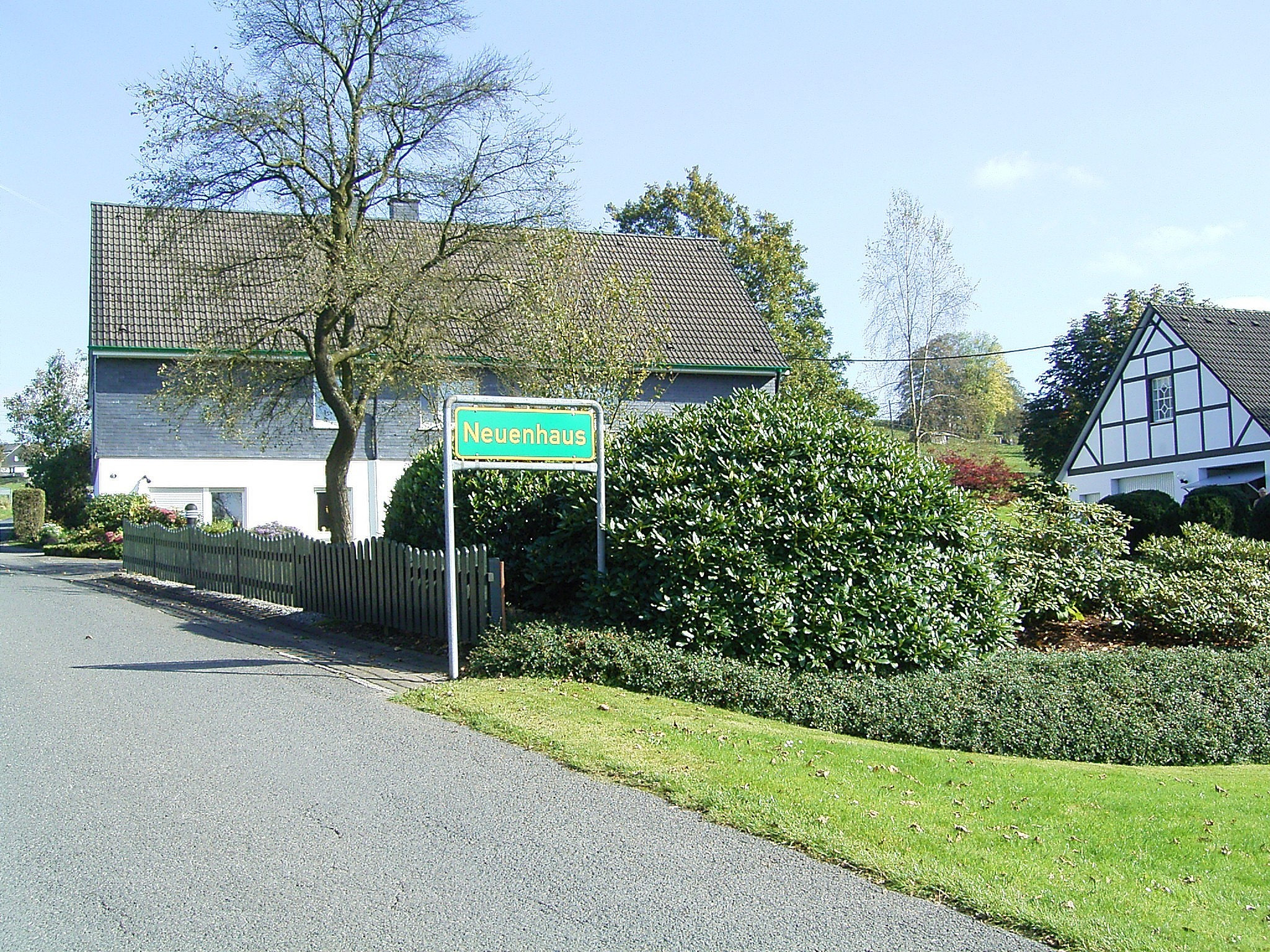
Ansicht auf ein Neuenhauser Gehöft aus dem Tal der Borbaches gesehen

Neuenhaus liegt im Osten von Radevormwald in der Nähe der Stadtgrenze zu Halver. Die Nachbarorte sind Siepen, Im Busch, Waar und Winklenburg.
Der in die Ennepetalsperre mündende Borbach fließt in 100 m Entfernung westlich an der Hofschaft vorbei.
Neuenhaus gehört zum Radevormwalder Wahlbezirk 180 und zum Stimmbezirk 182.

## Geschichte
Erstmals genannt wird Neuenhaus 1433 beziehungsweise 1434. Anlässlich der Benennung von „Kriegsschäden durch Verwüstungen der Truppen des Kölner Erzbischofes Dietrich von Moers“ wird der Ort mit „Nyenhuys“ bezeichnet.